# Mistrzostwa Polski w Pięcioboju Nowoczesnym 2020
Mistrzostwa Polski w Pięcioboju Nowoczesnym 2020 – 67. edycja mistrzostw, która odbyła się w międzynarodowej obsadzie w dniach 5–6 września 2020 roku w Drzonkowie.
Wśród mężczyzn triumfował Sebastian Stasiak, wśród kobiet Anna Maliszewska (obaj z Olimpii Zielona Góra). W zawodach udział wzięły reprezentacje Czech i Niemiec oraz zawodnicy polskich klubów: Bielany Warszawa, Kapry-Armexim Pruszków, Legia Warszawa, Olimpia Zielona Góra, Victoria Radom, ZKS Drzonków oraz Żoliborz Warszawa.

## Wyniki

### Mężczyźni
| Miejsce | Zawodnik           | Klub/Repr.           | Wynik     |
| ------- | ------------------ | -------------------- | --------- |
| 1.      | Martin Vlach       | Czechy               | 1462 pkt. |
|         | Sebastian Stasiak  | Olimpia Zielona Góra | 1443 pkt. |
| 3.      | Patrick Douge      | Niemcy               | 1425 pkt. |
| 4.      | Marek Grycz        | Czechy               | 1417 pkt. |
| 5.      | Fabian Liebig      | Niemcy               | 1407 pkt. |
| 6.      | Marvin Douge       | Niemcy               | 1401 pkt. |
|         | Łukasz Gutkowski   | Legia Warszawa       | 1395 pkt. |
| 8.      | Fernand Mitterrand | Niemcy               | 1392 pkt. |
| 9.      | Jan Kuf            | Czechy               | 1389 pkt. |
|         | Szymon Staśkiewicz | ZKS Drzonków         | 1386 pkt. |

### Kobiety
| Miejsce | Zawodnik             | Klub/Repr.             | Wynik     |
| ------- | -------------------- | ---------------------- | --------- |
| 1.      | Annika Schleu        | Niemcy                 | 1386 pkt. |
|         | Anna Maliszewska     | Olimpia Zielona Góra   | 1330 pkt. |
|         | Marta Kobecka        | Kapry-Armexim Pruszków | 1312 pkt. |
| 4.      | Anna Matthes         | Niemcy                 | 1287 pkt. |
| 5.      | Veronika Novotna     | Czechy                 | 1279 pkt. |
| 6.      | Julia Walser         | Niemcy                 | 1273 pkt. |
| 7.      | Anna Roubíčková      | Czechy                 | 1269 pkt. |
| 8.      | Aranka Chalupníková  | Czechy                 | 1261 pkt. |
|         | Agnieszka Wysokińska | ZKS Drzonków           | 1247 pkt. |
| 10.     | Eliska Pribylova     | Czechy                 | 1244 pkt. |